# Jean-Baptiste Faure
Jean-Baptiste Faure (ʒã.ba'tist foʁ; Moulins, 15 gennaio 1830 – Parigi, 9 novembre 1914) è stato un baritono francese e un collezionista d'arte di grande importanza. Ha anche composto un certo numero di canzoni classiche.

## Biografia

### Carriera da cantante
Faure nacque a Moulins. Corista di un coro giovanile, entrò al Conservatorio di Parigi nel 1851 e fece il suo debutto operistico l'anno seguente all'Opéra-Comique, come Pigmalione nel Galathée di Victor Massé. Rimase all'Opéra-Comique per oltre sette anni, cantando ruoli da baritono come Max in Le chalet di Adolphe Adam e Michel in Le caïd di Thomas. Durante questo periodo creò anche il Marchese d'Erigny nella Manon Lescaut di Auber  (1856) e Hoël in Le pardon de Ploërmel di Meyerbeer (1859, più tardi conosciuto come Dinorah), tra le sette anteprime in quel teatro.
Debuttò alla Royal Opera House di Londra nel 1860 come Hoël e all'Opéra de Paris nel 1861. Cantò all'Opera ogni stagione fino al 1869 e poi di nuovo nel periodo 1872-76 e nel 1878. Continuò inoltre ad esibirsi di quando in quando a Londra fino al 1877 in luoghi come His Majesty's Theatre ed il Theatre Royal, a Drury Lane.
Tra le molte opere in cui apparve a Parigi c'erano il Don Giovanni di Wolfgang Amadeus Mozart e L'étoile du nord, Gli ugonotti (Les Huguenots) e La favorita.
Fece anche la storia, creando diversi ruoli operistici importanti scritti da compositori di spicco come Giacomo Meyerbeer, Giuseppe Verdi e Ambroise Thomas. Tra questi c'erano le parti principali da baritono in L'africana, Don Carlo e Hamlet (rispettivamente nel 1865, 1867 e 1868).
Le sue ultime apparizioni sul palcoscenico sono state riportate come avvenute a Marsiglia e Vichy nel 1886.

### Voce
Faure possedeva una voce baritonale scura, levigata ma flessibile, che usava con abilità e gusto impeccabili. Come artista era anche un interprete sofisticato e tutte queste doti si univano per renderlo una delle figure più significative apparse sul palcoscenico musicale francese durante il XIX secolo. Scrisse due libri sul canto, La Voix et le Chant (1886) e Aux Jeunes Chanteurs (1898) e insegnò anche al Conservatorio di Parigi dal 1857 al 1860.
Il più grande degli eredi francesi di Faure fu il basso lirico Pol Plançon (1851-1914), che aveva modellato il suo metodo vocale direttamente su Faure, e Jean Lassalle (1847-1909), che succedette a Faure come baritono principale all'Opera di Parigi. Sia Plançon che Lassalle realizzarono numerose registrazioni nei primi anni del 1900 e le loro interpretazioni colte per il grammofono conservano gli elementi chiave dello stile e della tecnica di canto di Faure.
Esistono due cilindri di cera marrone non commerciali e probabilmente unici che si pensa siano registrazioni private del canto di Faure a circa 70 anni di età. Anche se non esiste una documentazione specifica di queste registrazioni, una versione di "Jardins de l'Alcazar ... Léonor! Viens" della La favorita di Donizetti inizia con un annuncio (o del cantante o dell'ingegnere di registrazione della (Pathé)) : "Le grand air du baryton!" (La grande aria del baritono!). Pathé e altre registrazioni francesi di quest'epoca iniziavano quasi sempre con un annuncio come "Le sérénade de Don Juan, de Mozart, chanté par [baryton Jean] Lassalle, de l'Opéra!". L'affettuoso onore nella registrazione del presunto cilindro di Faure ha senso solo per un uomo di età avanzata che è così amato, celebrato e riverito da un pubblico generico, che non ha nemmeno bisogno di essere nominato. La proliferazione della documentazione sulla posizione di Faure come tale punta interamente e solo a lui. La scelta dell'aria è quasi certamente un indizio sull'autenticità della registrazione. Alphonse de La favorita fu uno dei ruoli più importanti di Faure, con cui girò le province della Francia nel 1877, subito dopo il suo ritiro dal palcoscenico. Ottenne un'enorme notorietà critica e popolare da parte di coloro che non avevano avuto la possibilità di ascoltarlo a Parigi o Londra. Le sue interpretazioni di questo ruolo avrebbero lasciato un'impressione duratura sul pubblico e sulla stampa e l'aria fu probabilmente scelta per la registrazione come un'allusione a quel periodo. Un esempio di uno scritto su Faure in questo ruolo e in particolare su questo recitativo e aria:
(Journal de Bordeaux, marzo 1877)
(Le Progrès, 12 febbraio 1877)

### Altre realizzazioni
Inoltre Faure compose diverse canzoni durature, tra cui "Sancta Maria", "Les Rameaux" ("The Palms") e "Crucifix". (Queste ultime due canzoni furono registrate, tra le altre, da Enrico Caruso). Nel 1876 dedicò il suo valse-légende "Stella" alla sua prima attrice all'Opéra di Parigi, Gabrielle Krauss.
Avido collezionista di arte impressionista, Faure posò per diversi ritratti di Édouard Manet e possedeva 67 tele di quel pittore, tra cui il capolavoro Le déjeuner sur l'herbe e The Fifer. Possedeva anche Le pont d'Argenteuil e altre 62 opere di Claude Monet. Parte della sua collezione (che conteneva anche dipinti di Degas, Sisley, Pissarro, Ingres e Prud'hon) è stata conservata nella sua villa "Les Roches" a Étretat, le cui famose scogliere commissionò a Claude Monet per 40 dipinti.
Faure morì per cause naturali a Parigi nel 1914, durante i primi mesi della prima guerra mondiale. Secondo il suo necrologio sul New York Times, era stato nominato ufficiale della Legion d'onore. Era sposato con la cantante Constance Caroline Lefèbvre (1828-1905).

## Ruoli interpretati
Questo elenco di ruoli noti contiene duplicati in cui Faure ha cantato in una lingua alternativa. Gli anni indicano il debutto del ruolo nel suo repertorio.
| Ruolo                                | Opera                                             | Compositore              | Anno |
| ------------------------------------ | ------------------------------------------------- | ------------------------ | ---- |
| Amleto                               | Amleto (Hamlet in Italiano)                       | Ambroise Thomas          | 1871 |
| Alfonso D'Este, Duca di Ferrara      | Lucrezia Borgia                                   | Gaetano Donizetti        | 1876 |
| Alfonso XI, Re di Castiglia          | La favorita                                       | Gaetano Donizetti        | 1860 |
| Assur                                | Semiramide                                        | Gioachino Rossini        | 1875 |
| Borromée                             | Marco Spada                                       | Daniel Auber             | 1853 |
| Cacico                               | Il Guarany                                        | Antônio Carlos Gomes     | 1872 |
| Carlo VII                            | Jeanne d'Arc                                      | Auguste Mermet           | 1872 |
| Crèvecœur                            | Quentin Durward                                   | François-Auguste Gevaert | 1858 |
| Don Giovanni                         | Don Giovanni                                      | Wolfgang Amadeus Mozart  | 1861 |
| Don Giovanni                         | Don Juan (Don Giovanni in Francese)               | Wolfgang Amadeus Mozart  | 1866 |
| Dulcamara                            | L'elisir d'amore                                  | Gaetano Donizetti        | 1864 |
| Falstaff                             | Le songe d'une nuit d'été                         | Ambroise Thomas          | 1854 |
| Fernando                             | La gazza ladra                                    | Gioachino Rossini        | 1860 |
| Figaro                               | Le nozze di Figaro                                | Wolfgang Amadeus Mozart  | 1866 |
| Gaspard                              | Il franco cacciatore                              | Carl Maria von Weber     | 1872 |
| Guglielmo Tell                       | Guglielmo Tell                                    | Gioachino Rossini        | 1861 |
| Amleto                               | Hamlet                                            | Ambroise Thomas          | 1868 |
| Hoël                                 | Le pardon de Ploërmel                             | Giacomo Meyerbeer        | 1859 |
| Hoël                                 | Dinorah (Le pardon de Ploërmel in Italiano)       | Giacomo Meyerbeer        | 1860 |
| Iago                                 | Otello                                            | Gioachino Rossini        | 1870 |
| Il conte di Nevers                   | Gli ugonotti (Les Huguenots in Italiano)          | Giacomo Meyerbeer        | 1876 |
| Julien de Médicis                    | Pierre de Médicis                                 | Józef Michal Poniatowski | 1861 |
| Justin                               | Le chien du jardinier                             | Albert Grisar            | 1855 |
| Il Conte di Nevers                   | Les Huguenots                                     | Giacomo Meyerbeer        | 1863 |
| Le duc de Greenwich                  | Jenny Bell                                        | Daniel Auber             | 1855 |
| Le Marquis d'Hérigny                 | Manon Lescaut                                     | Daniel Auber             | 1856 |
| Lotario                              | Mignon                                            | Ambroise Thomas          | 1870 |
| Lysandre                             | Joconde ou Les coureurs d'aventures               | Nicolas Isouard          | 1857 |
| Malipieri                            | Haydée                                            | Daniel Auber             | 1853 |
| Max                                  | Le chalet                                         | Adolphe Adam             | 1853 |
| Mefistofele                          | Faust                                             | Charles Gounod           | 1863 |
| Michel                               | Le caïd                                           | Adolphe Adam             | 1852 |
| Nélusko                              | L'Africana                                        | Giacomo Meyerbeer        | 1865 |
| Paddock                              | La coupe du roi de Thulé                          | Eugène Diaz              | 1873 |
| Pedro                                | La mule de Pedro                                  | Victor Massé             | 1863 |
| Peters Michaeloff (Pietro il Grande) | L'étoile du nord                                  | Giacomo Meyerbeer        | 1854 |
| Faraone                              | Moïse et Pharaon                                  | Gioachino Rossini        | 1863 |
| Pietro                               | La stella del nord (L'étoile du nord in Italiano) | Giacomo Meyerbeer        | 1864 |
| Pietro                               | La muette de Portici                              | Daniel Auber             | 1863 |
| Pietro                               | Masaniello (La muette de Portici in Italiano)     | Daniel Auber             | 1853 |
| Pietro Manelli                       | La Tonelli                                        | Ambroise Thomas          | 1853 |
| Polus                                | La fiancée de Corinthe                            | Jules Duprato            | 1867 |
| Pygmalion                            | Galathée                                          | Victor Massé             | 1852 |
| Riccardo                             | I puritani                                        | Vincenzo Bellini         | 1863 |
| Rodolfo                              | La sonnambula                                     | Vincenzo Bellini         | 1864 |
| Rodrigo, Marchese di Posa            | Don Carlo                                         | Giuseppe Verdi           | 1867 |
| St. Bris                             | Gli ugonotti (Les Huguenots in Italiano)          | Giacomo Meyerbeer        | 1860 |
| Torrida                              | Marco Spada                                       | Daniel Auber             | 1854 |
| Valbreuse                            | Le sylphe                                         | Louis Clapisson          | 1856 |